# Hôtel de La Feuillade (rue La Feuillade)
L'hôtel de La Feuillade est un hôtel particulier situé à Paris en France.

## Localisation
Il est situé au 4 rue La Feuillade, dans le 2e arrondissement de Paris. 

## Histoire
Le financier John Law y établit ses bureaux entre 1717 et 1719.
Ce bâtiment fait l’objet d’un classement au titre des monuments historiques depuis le 6 octobre 1948.

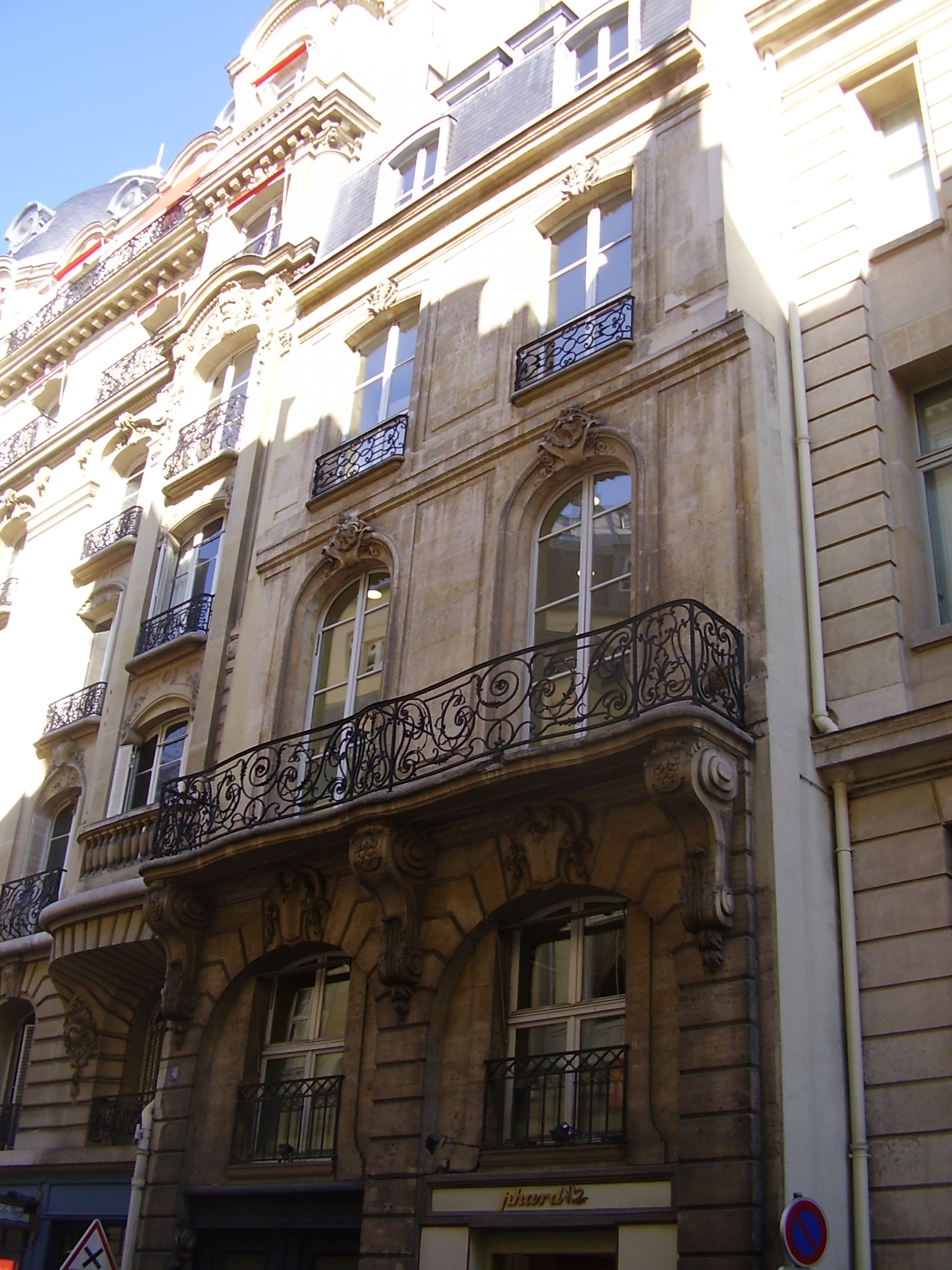
Vue générale.